# Dalton (Nebraska)
Dalton és una població dels Estats Units a l'estat de Nebraska. Segons el cens del 2000 tenia 332 habitants.

## Demografia
Segons el cens del 2000, Dalton tenia 332 habitants, 156 habitatges, i 83 famílies. La densitat de població era de 377 habitants per km².
Dels 156 habitatges en un 26,3% hi vivien nens de menys de 18 anys, en un 46,8% hi vivien parelles casades, en un 5,1% dones solteres, i en un 46,2% no eren unitats familiars. En el 42,3% dels habitatges hi vivien persones soles el 23,7% de les quals corresponia a persones de 65 anys o més que vivien soles. El nombre mitjà de persones vivint en cada habitatge era de 2,13 i el nombre mitjà de persones que vivien en cada família era de 2,95.
Per edats la població es repartia de la següent manera: un 24,1% tenia menys de 18 anys, un 6% entre 18 i 24, un 24,4% entre 25 i 44, un 23,5% de 45 a 60 i un 22% 65 anys o més.
L'edat mediana era de 41 anys. Per cada 100 dones de 18 o més anys hi havia 80 homes.
La renda mediana per habitatge era de 28.967 $ i la renda mediana per família de 43.250 $. Els homes tenien una renda mediana de 27.500 $ mentre que les dones 18.750 $. La renda per capita de la població era de 18.600 $. Aproximadament el 10,3% de les famílies i el 10,7% de la població estaven per davall del llindar de pobresa.

## Poblacions més properes
El següent diagrama mostra les poblacions més properes.